# Јован Џакула
Јован Џакула (Сефкерин, 16. април 1945) био је југословенски боксер у велтер категорији.

## Биографија
Јован Џакула је рођен 16. априла 1945. године у месту Сефкерин, од оца Златоја и мајке Зорице. Завршио је основну школу у Сефкерину, а средњу школу ГСП у Београду и Вишу пословну школу у Београду. Био је запослен у ЈКП-у паркинг сервис Београд, где је и дочекао инвалидску пензију.
Боксом је почео да се бави 2. септембра 1962. године у боксерском клубу „Црвена звезда” Београд, где је провео целу спортску каријеру, као боксер и тренер. Шест пута је био шампион Југославије и једном шампион Шведске, освојио је златну рукавицу и златни појас, а за репрезентацију СФРЈ наступио је 14 пута.
Ожењен је са супругом Снежаном и има сина Александра и инвалид је I категорије са туђом негом и помоћи.

## Награде
- Шампион Југославије - 1966, 1968, 1969, 1970, 1971 и 1972.
- Шампион Шведске - 1968.
- Златна Рукавица - 1968.
- Златни појас - 1968.
- Бронзана статуа октобарске награде - 1970.
- Указом председништва СФРЈ орден рада - 1986.

## Занимљивости
- Јован Џакула држи јединствен рекорд шампион две државе.
- Џакула је већ у првој рунди нокаутирао шампиона Шведске.
- Јован Џакула најуспешнија песница
- Глумац Бора Тодоровић, у друштву најбољег боксера Црвене звезде Јована Џакуле, присуствовао је свим мечевима црвено-белих у овој сезони.
- Јован Џакула и Карољ Лајко пуних девет минута водили су жестоки окршај. Победа је припала Звездином нокаутеру.
- Јован Џакула победио Вујина и освојио "Златну рукавицу" - 1968
- Јован Џакула је најуспешнији Звездин боксер у спортској сезони. За само једну сезону успео је да освоји титулу државног првака Шведске, затим Југославије и да у најелитнијем домаћем такмичењу за најзначајнији боксерски трофеј буде проглашен најбољим боксером и освоји Златну рукавицу.
- За Јована Џакулу тврде да није само најбољи боксер Црвене звезде већ и највећи донжуан у редовима југословенског првака. И он сам, који обожава тип девојака као што је Беба Лончар, то не крије: Тачно је, ја волим девојке, али сам још срећнији што и оне воле мене.
- Тренирао је 3 пута дневно чак и ноћу
- Јован Џакула: "Сви су ме заборавили"
- Ј.Џакула: "Кад сам победио Вујина, испало је да није довољно тренирао.Сад тврде да је Белић био повређен.Још једном понављам оно што сам и раније рекао: стојим свима на располагању у свако доба.Нека изволе, ја сам увек спреман..."
- Јован Џакула - дванаести освајач "Златне рукавице"
- Јован Џакула: Ко не верује, нека проба - 1968
- Најбољи у 1968.
- Џакула је сигурно најуспешнији југословенски боксер у својој категорији, јер толико трофеја нико није освојио ове године. - 1968.
- Јован Џакула: "Одложио сам операцију носа док дефинитивно не сазнам да ли ће на првенство Београда да допутује олимпијски шампион Кулеј.Ух, како бих волео да с њим боксујем макар и повређен"
- Јован Џакула је брзо довео Бањалучанина Дервоза до предаје.
- Ј.Џакула - Шампион воли стихове.
- Вујин и Џакула, њих двојица су, иначе, били и остали љути противници на рингу.
- У својој двадесетој години Јован Џакула је постао првак Југославије у боксу.
- Стари ас побеђује: Јован Џакула јуче је већ у првој рунди нокаутирао младог Надеждина.